# تربونس-سور-لا-گراس
تربونس-سور-لا-گراس (به فرانسوی: Trébons-sur-la-Grasse) یک کامین در فرانسه است که در Canton of Villefranche-de-Lauragais واقع شده‌است.

## خصوصیات
تربونس-سور-لا-گراس ۱۰٫۸۷ کیلومترمربع مساحت و ۴۰۵ نفر جمعیت دارد و ۱۸۰ متر بالاتر از سطح دریا واقع شده‌است.